# たんぽぽのお酒
『たんぽぽのお酒』（たんぽぽのおさけ、英語: Dandelion Wine）は、1957年に発表されたレイ・ブラッドベリの半自伝的ファンタジー小説。
1928年のアメリカ合衆国イリノイ州の架空の小さな町「グリーン・タウン」を舞台に、少年ダグラスの12歳のひと夏を描いている。
2011年8月22日（ブラッドベリの91歳の誕生日）にマイク・メダヴォイ（映画プロデューサー）と組んでブラッドベリ自身のプロデュースによる映画化が発表された。ロジオン・ナハペトフが脚色を務めることが発表されている。

## 日本語訳
- 『たんぽぽのお酒』（北山克彦訳、晶文社、文学のおくりもの1） 1971
- 『たんぽぽのお酒』 (北山克彦訳、晶文社、ベスト版文学のおくりもの)  1997　ISBN 978-4794912411
- 『たんぽぽのお酒 戯曲版』 (北山克彦訳、晶文社) 2015 ISBN 978-4794968593